# Буги
Буги — жанр ритм-н-блюза, совмещающий элементы электронной музыки, фанка и диско, и впервые появившийся в Соединённых Штатах в эпоху постдиско в конце 1970-х — середине 1980-х годов. Звучание буги определяется сочетанием акустических и электронных музыкальных инструментов с акцентом на вокал и различные эффекты. Позднее он эволюционировал в электро и хаус-музыку.

## Характеристики
В буги, что характерно для эпохи постдиско, обычно отсутствует прямая бочка, являющая традиционным элементом диско-музыки; вместо этого жанр имеет сильный акцент на втором и четвёртом ударах, и темп в диапазоне от 110 до 116 ударов в минуту. Несмотря на заимствование многих технических и рекламных аспектов музыки новой волны, как и сильного влияния её поджанра — синти-попа, буги всё же имеет прямые ритм-энд-блюзовые корни и в первую очередь происходит из фанковой музыки. Кроме того, жанр часто черпает вдохновение из джаза. Типичный буги-трек характеризуется среднетемповым ритмом, заметным использованием слэп-баса (электрического — в ранних 1980-х — и/или синтетического—в середине 1980-х и позже), громкими хлопками, мелодичными аккордами и, разумеется, синтезаторами.
Термин был введён в употребление британскими диджеями Норманом Джеем и Дезом Парксом, и использовался на eBay для обозначения особой формы танцевальной музыки афроамериканского происхождения начала 1980-х годов.

## История

### 1920—1930-е годы: этимология
Первое задокументированное использование слова «буги» датируется 1929 годом. Буги, как указано в словаре Уэбстера, — это повод потанцевать под сильно ритмичную рок-музыку, которая побуждает людей танцевать. Самые ранние употребления слова буги тесно ассоциировались с блюзом, а затем с жанрами рок-н-ролл и рокабилли.

### 1970—1980-е годы: современное значение
В 1970-х годах термин вернулся в использование для обозначения диско, а затем и субкультур постдиско. Термин «буги» использовался в Лондоне для описания формы афроамериканской танцевальной / фанк-музыки 1980-х годов. Слово «буги» зачастую использовалось для описания диско-записей, но к началу 1980-х диско приобрело дурную коннотацию, вследствие моды на массовый отказ от диско.
Первоначально слово буги можно было найти в записях фанка, соула, R&B и диско 1970-х годов, в частности «Jungle Boogie» (1974) и «Spirit of the Boogie» (1975) от Kool and the Gang, «Boogie Down» (1974) от Eddie Kendrics, «The Burtha Butt Boogie» (1975) от The Jimmy Castor Bunch, «Boogie Fever» (1976) от The Silvers, «I’m Your Boogie Man» (1977) и «Boogie Shoes» (1978) от KC and the Sunshine Band, «Boogie Nights» (1977) от Heatwave, «Boogie Oogie Oogie» (1978) от A Taste of Honey, «Aqua Boogie» (1978) от Parliament и «Boogie Wonderland» (1979) от Earth Wind & Fire. Но лишь треки 1980-х годов помогли установить музыкальный стиль буги. Примеры таких треков — «Give Me the Night» (Джордж Бенсон, 1980), «Boogie’s Gonna Get Ya» (Рафаэль Кэмерон, 1981), «If You Want My Lovin» (Эвелин Кинг, 1981), «You’re the One for Me» (D. Train, 1981), «Don’t Make Me Wait» (Peech Boys, 1982) или «Break Dancin' — Electric Boogie» (Peech Boys, 1984).
На протяжении 1980-х годов различные исполнители буги начали экспериментировать с тяжёлым басом, который предвосхитил корни хауса. Одними из таких исполнителей были Hamilton Bohannon D. Train и Sharon Redd. В то время как некоторые продюсеры, такие как Франсуа Кеворкян и Ларри Леван, шлифовали и расширяли границы урбан-ориентированного буги (связанного с афроамериканским звучанием), другие, такие как Артур Бейкер и Джон «Jellybean» Бенитес, черпали вдохновение в европейской и японской техно-поп-музыке. Последний подход проложил путь для электро, а впоследствии и его отдельного поджанра — фристайла.
Из-за недостаточной поддержки буги на радио, жанр пользовался популярностью среди лондонской андеграундной сцены, связанной с ночными клубами и клубными диджеями. Записи в стиле буги в основном импортировались из США и иногда обозначались как «электро-фанк» или «диско-фанк».

### 2010-е годы: возрождение
Гораздо позже, в 2000-х и начале 2010-х, инди-электроник-группы и такие артисты, как James Pants, Juice Aleem и Sa-Ra Creative Partners в своих композициях находились под влиянием буги и электронной музыки 1980-х годов. В 2004 году канадский дуэт Chromeo выпустил буги-ориентированный альбом She’s in Control. В 2009 году ещё один вдохновлённый жанром буги исполнитель из Лос-Анджелеса Dâm-Funk выпустил альбом Toeachizown.
В период с середины до конца 2010-х годов буги был частью возрождения ню-диско и фьюче-фанка. Ню-диско представляло собой феномен EDM, возглавляемый преимущественно европейскими артистами, объединяющими французский хаус с американским диско 1970-х и буги 1980-х, а также европейские стили электронной танцевальной музыки 1980-х. Фьюче-фанк в свою очередь имел отношение к вейпорвейв-сцене, где музыканты вдохновляясь буги и японским сити-попом 1980-х, создавали яркие и импульсивные танцевальные треки, в том числе вдохновляясь французским хаусом. Среди популярной музыки, Бруно Марс («Uptown Funk») был одним из наиболее заметных исполнителей 2010-х, вдохновлённых буги.

## Электро

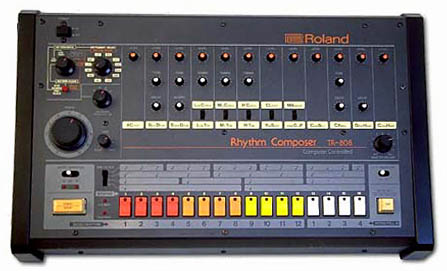
Инструмент, который создал жанр электро, драм-машина Roland TR-808

Среди пионеров электро-буги (позже сокращённого до электро) были Zapp, D. Train, Sinnamon и другие музыканты постдиско/буги; особенно те, на которых повлияли исполнители нью-вейва и синти-попа (The Human League или Гэри Ньюман), в сочетании с R&B-звучанием Херби Хэнкока и Джорджа Клинтона. По мере развития электроники акустические инструменты, такие как бас-гитара, были заменены синтезаторами японского производства и, в первую очередь, культовыми драм-машинами, такими как Roland TR-808. Раннее использование этой драм-машины присутствует в нескольких треках Yellow Magic Orchestra 1980—1981 годов, в треке «Planet Rock» Африки Бамбаатаа 1982 года и песне «Sexual Healing» Марвина Гэя 1982 года.
Рассуждая о происхождении электро, пионер электро-сцены и писатель по истории танцевальной музыки Greg Wilson утверждает:
Всё дело было в расширении границ, которые начали душить чёрную музыку, и её влияние лежало не только на немецких волшебниках технопопа Kraftwerk, признанных прародителях чистого электро, а также на британских футуристах, таких как The Human League и Гэри Ньюман, но также и на ряд новаторских чернокожих музыкантов. Крупные исполнители, такие как Майлз Дэвис, Слай Стоун, Херби Хэнкок, Стиви Уандер, легендарный продюсер Норман Уитфилд и, конечно же, Джордж Клинтон и его команда P Funk, сыграли свою роль в формировании этого нового звучания благодаря инновационному использованию электронных инструментов в 70-х (и уже в конце 60-х в случае Майлза Дэвиса).